# Albertville (Minnesota)
Albertville – miasto w Stanach Zjednoczonych, w stanie Minnesota, w hrabstwie Wright.